# Каско (Мен)
Каско (англ. Casco) — місто (англ. town) в США, в окрузі Камберленд штату Мен. Населення — 3646 осіб (2020).

## Демографія
Згідно з переписом 2010 року, у місті мешкали 3742 особи в 1554 домогосподарствах у складі 1041 родини. Було 2944 помешкання
Расовий склад населення:
| - 97,0 % — білих - 0,7 % — чорних або афроамериканців - 0,3 % — корінних американців - 0,3 % — азіатів |

До двох чи більше рас належало 1,5 %. Частка іспаномовних становила 1,2 % від усіх жителів.
За віковим діапазоном населення розподілялося таким чином: 21,5 % — особи молодші 18 років, 63,8 % — особи у віці 18—64 років, 14,7 % — особи у віці 65 років та старші. Медіана віку мешканця становила 42,6 року. На 100 осіб жіночої статі у місті припадало 97,6 чоловіків;  на 100 жінок у віці від 18 років та старших — 95,4 чоловіків також старших 18 років.
Середній дохід на одне домашнє господарство  становив 64 525 доларів США (медіана — 50 658), а середній дохід на одну сім'ю — 80 720 доларів (медіана — 67 571). Медіана доходів становила 49 236 доларів для чоловіків та 39 205 доларів для жінок. За межею бідності перебувало 14,2 % осіб, у тому числі 6,7 % дітей у віці до 18 років та 20,7 % осіб у віці 65 років та старших.
Цивільне працевлаштоване населення становило 1888 осіб. Основні галузі зайнятості: освіта, охорона здоров'я та соціальна допомога — 22,2 %, роздрібна торгівля — 14,0 %, будівництво — 11,8 %, науковці, спеціалісти, менеджери — 11,7 %.